# Dvorec (Dub)
Dvorec je malá vesnice, část městyse Dub v okrese Prachatice v Jihočeském kraji. Nachází se asi tři kilometry východně od Dubu. Je zde evidováno 8 adres. V roce 2011 zde trvale žilo patnáct obyvatel.
Dvorec leží v katastrálním území Dvorec u Dubu o rozloze 1,2 km².
Ve Dvorci působí sdružení ARTDvorec u Dubu, které ve statku č.p. 3 (U Steinerů) pořádá různé kulturní počiny v různých žánrech. Pravidelně se zde koná Svatováclavská pouť.

## Historie
První písemná zmínka o vesnici pochází z roku 1410.

## Obyvatelstvo
| Rok            | 1869 | 1880 | 1890 | 1900 | 1910 | 1921 | 1930 | 1950 | 1961 | 1970 | 1980 | 1991 | 2001 | 2011 | 2021 |
| -------------- | ---- | ---- | ---- | ---- | ---- | ---- | ---- | ---- | ---- | ---- | ---- | ---- | ---- | ---- | ---- |
| Počet obyvatel | 69   | 55   | 53   | 63   | 68   | 67   | 66   | 27   | 40   | 33   | 24   | 22   | 16   | 15   | 10   |
| Počet domů     | 8    | 8    | 9    | 9    | 10   | 9    | 9    | 9    | 9    | 7    | 7    | 7    | 7    | 7    | 7    |

## Obecní správa
Při sčítání lidu v letech 1850–1949 Dvorec byl osadou obce Blanice v okrese Písek. V letech 1950–1962 byl osadou obce Dubská Lhota v okrese Prachatice. Od roku 1963 je částí městyse Dub v okrese Prachatice.